# NGC 6965
NGC 6965 = IC 5058 ist eine linsenförmige Galaxie vom Hubble-Typ S0 im Sternbild Aquarius auf dem Himmelsäquator. Sie ist schätzungsweise 201 Millionen Lichtjahre von der Milchstraße entfernt.
Das Objekt wurde am 27. August 1857 vom irischen Astronomen R. J. Mitchell, einem Assistenten von William Parsons, entdeckt.